# Добрая Воля (Алтайский край)
Добрая Воля — посёлок в Завьяловском районе Алтайского края России. Входит в состав Гоноховского сельсовета.

## История
Посёлок был основан в 1926 году (по другим данным — в 1920 году). В 1926 году в посёлке имелось 69 хозяйств и проживало 343 человека. В административном отношении посёлок входил в состав Гоноховского сельсовета Завьяловского района Каменского округа Сибирского края.

## География
Посёлок находится в западной части Алтайского края, в пределах Кулундинской равнины, на восточном берегу водохранилища реки Коноваловки, на расстоянии примерно 20 километров (по прямой) к востоку-северо-востоку (ENE) от села Завьялово, административного центра района. Абсолютная высота — 161 метр над уровнем моря.

Климат умеренный, резко континентальный. Средняя температура января составляет −18,6 °C, июля — +19,3 °C.

## Население
| 1926 | 1997 | 1998 | 1999 | 2000 | 2001 | 2002 |
| ---- | ---- | ---- | ---- | ---- | ---- | ---- |
| 343  | ↘165 | →165 | ↘160 | ↗166 | ↗167 | ↘158 |
| 2003 | 2004 | 2005 | 2006 | 2007 | 2008 | 2009 |
| ↘150 | ↗155 | ↘151 | ↗153 | ↘136 | ↘127 | ↘109 |
| 2010 | 2011 | 2012 | 2013 |      |      |      |
| ↘99  | →99  | ↘97  | ↘91  |      |      |      |

Согласно результатам переписи 2002 года, в национальной структуре населения русские составляли 92 %.

## Улицы
Уличная сеть посёлка состоит из двух улиц (ул. Садовая и ул. Степная).